# Xymalos monospora
Xymalos monospora là một loài thực vật có hoa trong họ Monimiaceae. Loài này được (Harv.) Baill. miêu tả khoa học đầu tiên năm 1886.